# Gymnasium Corvinianum
Das Gymnasium Corvinianum ist ein allgemeinbildendes Gymnasium im süd-niedersächsischen Northeim. Es wurde 1477 durch die Abgabe der Lateinschule des Klosters St. Blasien an die städtische Trägerschaft gegründet. Durch seine weit über 500-jährige Geschichte zählt das Corvinianum zu den ältesten Gymnasien im deutschen Sprachraum und ist zugleich mit etwa 90 Lehrern und rund 1000 Schülern eine der größten Schulen in der Region. Das Corvinianum bietet eine musikalische Förderung.
Ursprünglich ein Gymnasium ausschließlich für Jungen, wurde das Corvinianum 1975 mit dem Mädchengymnasium Richenza-Schule zusammengelegt. Seither befindet sich die Einrichtung in einem Gebäudekomplex in der Wieterstraße.

## Namensgebung

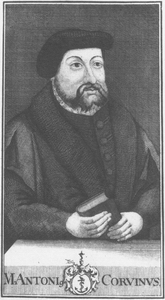
Anton Corvinus

Benannt ist das Gymnasium Corvinianum nach dem Reformator Northeims, Anton Corvinus. Dieser wurde am 27. Februar 1501 in Warburg an der Diemel geboren. Sein ursprünglicher Name war „Rabe“, doch folgte er dem Vorbild vieler Humanisten und latinisierte seinen Namen in Corvinus. Im Jahr 1539 verfasste er die Kirchenordnung Northeims, in der er innerhalb eines Kapitels die humanistischen Grundideen des Schulwesens vorschrieb. Auf Grund seiner maßgeblichen Mitgestaltung ihrer Bildungsziele bekam die Schule 1905/06 im Zuge der Anerkennung zum Vollgymnasium vom Kultusministerium und des Umzuges in das zu jener Zeit neu errichtete Gebäude in der Wilhelmstraße offiziell den Namen Corvinianum.
Als problematisch empfanden den Namen die Machthaber in der Zeit des Nationalsozialismus; die Schule wurde 1940 in „Graf-Otto-Schule“ umbenannt. Nach Kriegsende wurde diese Umbenennung rückgängig gemacht.

## Geschichte

### Gründungszeit (15.–16. Jahrhundert)
Seinen Ursprung hat das Corvinianum im 15. Jahrhundert. Zu Beginn des 15. Jahrhunderts bestanden bereits eine Knabenschule des Klosters St. Blasien und eine städtische Schule bei St. Sixti. Schließlich wurde von Abt Bernhard anerkannt, trotz vorangegangenen Verbots durch Papst Eugen IV. 1432, dass die Lateinschule des Benediktinerklosters in städtische Trägerschaft gegeben wurde. Schulhaus und Schulmeister wurden folglich von der Stadt unter lediglich ein Mitspracherecht des Abtes Bernhard gestellt und von ihr finanziert. Dieses Ereignis am 7. April 1477 gilt als der Gründungstag des Corvinianums.
1539 regelte Anton Corvinus in seiner Kirchenordnung Northeims die Grundlagen des Schulwesens. Zum einen legte er die Anstellung und Entlohnung des Kollegiums fest, zu dem Rektor, Konrektor, Kantor und „infimus“ (lat. Unterster im Rang) gehören sollten, und zum anderen gab er einen humanistischen Lehrplan vor. Das Gehalt des Schulleiters betrug damals 50 Gulden pro Jahr. Die Vorgabe beinhaltete zu lesende Lektüre sowie eine Erweiterung des Fächerspektrums. Des Weiteren wurde festgesetzt, dass die Höhe des Schulgelds abhängig von der finanziellen Lage der Familie des Betreffenden sein müsse. Dadurch brauchten arme Leute kein Schulgeld zu zahlen. 1551 wurde nördlich der St.-Sixti-Kirche das Schulhaus errichtet.

### 17.–18. Jahrhundert
Im Jahr 1648 übernahm der Konrektor Johann Andreas Bütemeister die Leitung der Schule, obwohl nach dem Dreißigjährigen Krieg nur noch 40 von 150 Vollbürgern Steuern aufbringen konnten. 1665–1671 unterstand die Schule zum zweiten Mal der Führung Johann Andreas Bütemeisters.
1738 brachte Gesner eine Schulordnung hervor, in der es heißt, es müsse der Schwerpunkt auf die Inhalte umgeändert werden, die für das bürgerliche Leben wichtig seien. Erst 40 Jahre später reagierte man auf die Schulordnung Gesners in Form eines Berichts an das Kurfürstentum in Hannover, in dem man die Ordnung befürwortete und in angewandter Form offenlegte.

### 19. Jahrhundert

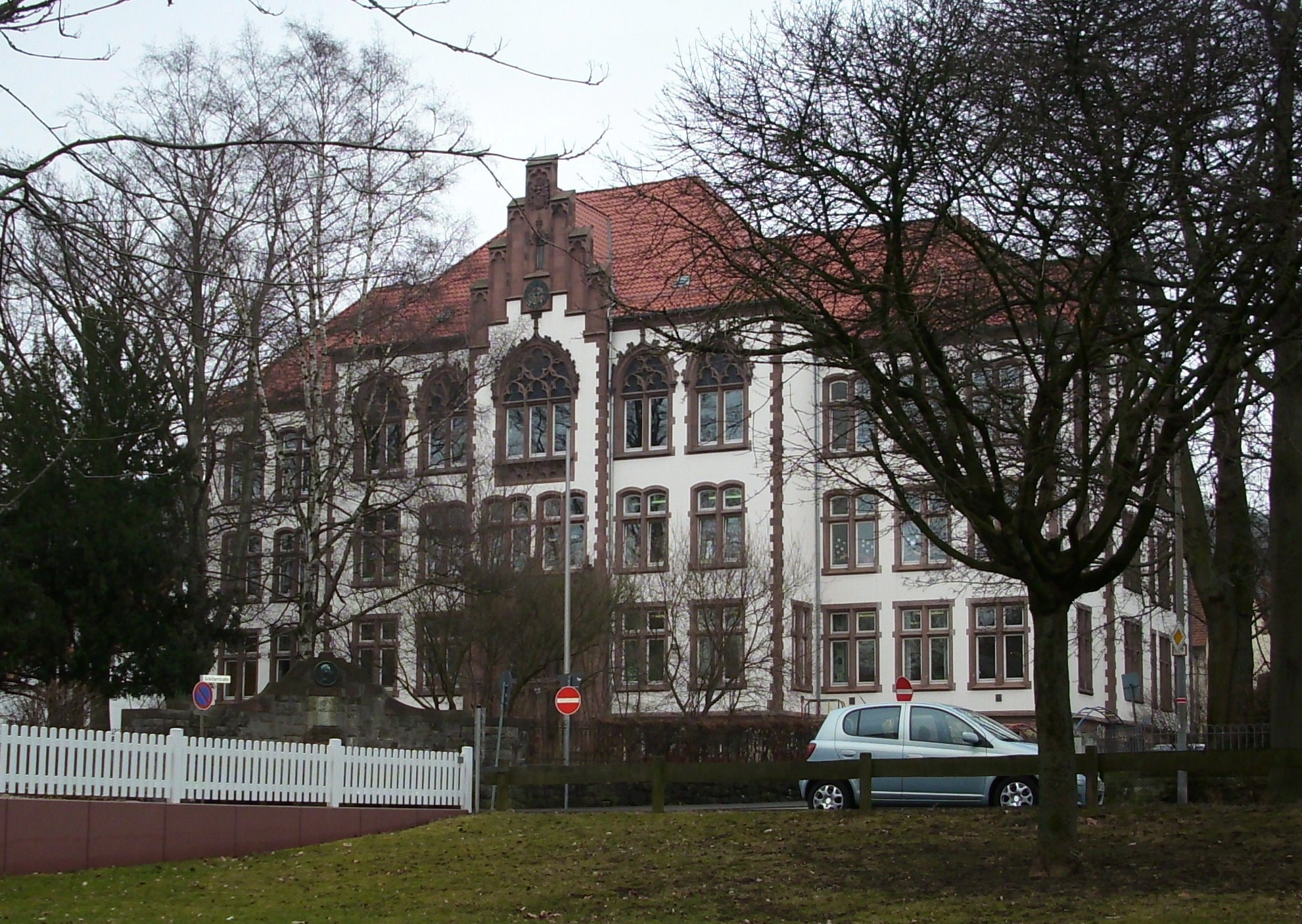
Sitz des Corvinianums bis 1975, heute Grundschule

Der Magistrat Northeims erwähnt 1808 den Lehrer Gödecke als sehr sprachgewandt. Das war von großem Vorteil, da Französisch durch die Angehörigkeit zum Königreich Westphalen unter König Hieronymus Napoleon zum Pflichtfach erklärt worden war. Wenige Jahre später, 1817, wurde ein neues Schulgebäude gebaut, als die Leitung der Schule bei dem zuvor erwähnten Gödecke lag. Wegen Einsturzgefahr des maroden, alten Schulhauses und auf Grund von Platzmangel bestand die Notwendigkeit eines Neubaus, der westlich der St.-Sixti-Kirche errichtet wurde.
Bereits 1808 war der angeführte Platzmangel von Reddersen vermerkt worden, denn es wurden zum Teil bis zu 95 Schüler in einer größeren Stube unterrichtet. Nachdem sich nun die Schule in dem neuen Gebäude befunden hatte, wurde sie 1829 auf ein Progymnasium herabgestuft, d. h., sie sollte nur noch zur Vorbereitung auf den Besuch der gymnasialen Oberstufe dienen. Grund für die Herabstufung war eine Abschlussprüfung, die von den Universitäten von nun an zur Aufnahme abverlangt wurde. Dadurch, dass wohlhabende Familien ihre Söhne privat unterrichten ließen und normale Bürger wenig Wert auf das Studieren der Söhne legten, waren die Schülerzahlen des gymnasialen Zweigs rückläufig. Daraus ergab sich, dass einige Fächer nicht mehr unterrichtet werden konnten.
Zwar wurden gymnasiale und berufsorientierte Bildung 1857 unter Rektor Vennigerholz klar voneinander getrennt, doch stand der Anerkennung als Vollgymnasium die Unterbringung beider Zweige in demselben Gebäude im Weg. Daraufhin wurde 1869 das Bildungswesen an das preußische angelehnt, da Hannover zuvor, im Jahr 1866, von Preußen annektiert worden war. Trotz der mittlerweile erfolgten Trennung (man brachte die Bürgerschule im Kommandantenhaus am Marktplatz unter) musste der Status als Progymnasium beibehalten werden. 1882 wurde die Schule durch eine Bildungsreform aufgestuft, jedoch muss sie schon 1892 die Rechte eines Vollgymnasiums durch eine weitere preußische Bildungsreform wieder abtreten. Schließlich schafft Direktor Roesener es, dass 1902 die Schule als humanistisches Vollgymnasium anerkannt wurde.

### 20. Jahrhundert
In den Jahren 1905/06 erhielt die Schule den Status eines Vollgymnasiums, und ein Schulgebäude an der Wilhelmstraße wurde im neugotischen Stil erbaut. Die Kosten hierfür betrugen etwa 216.000 Mark. Anlässlich dieser Ereignisse bekam die Ratsschule nun offiziell den Namen Gymnasium Corvinianum. Das Corvinianum fasste in dem darauf folgenden Jahr 12 Lehrer und 226 Schüler. Am 1. Oktober 1913 ging Roesener nach 35 Jahren in den Ruhestand und wurde wegen seiner besonderen Verdienste vom preußischen König Wilhelm II. mit einer Urkunde geehrt. Während des Ersten Weltkriegs verlor die Schule Schüler und Lehrer; 1918 wurden 143 gefallene Schüler verzeichnet. 1925 gab es eine Richtlinie, die bewirken sollte, dass Schüler sich selber Sachverhalte erarbeiten, anstatt Gelerntes zu reflektieren. Diese setzte sich in der Zeit des Nationalsozialismus nicht durch.

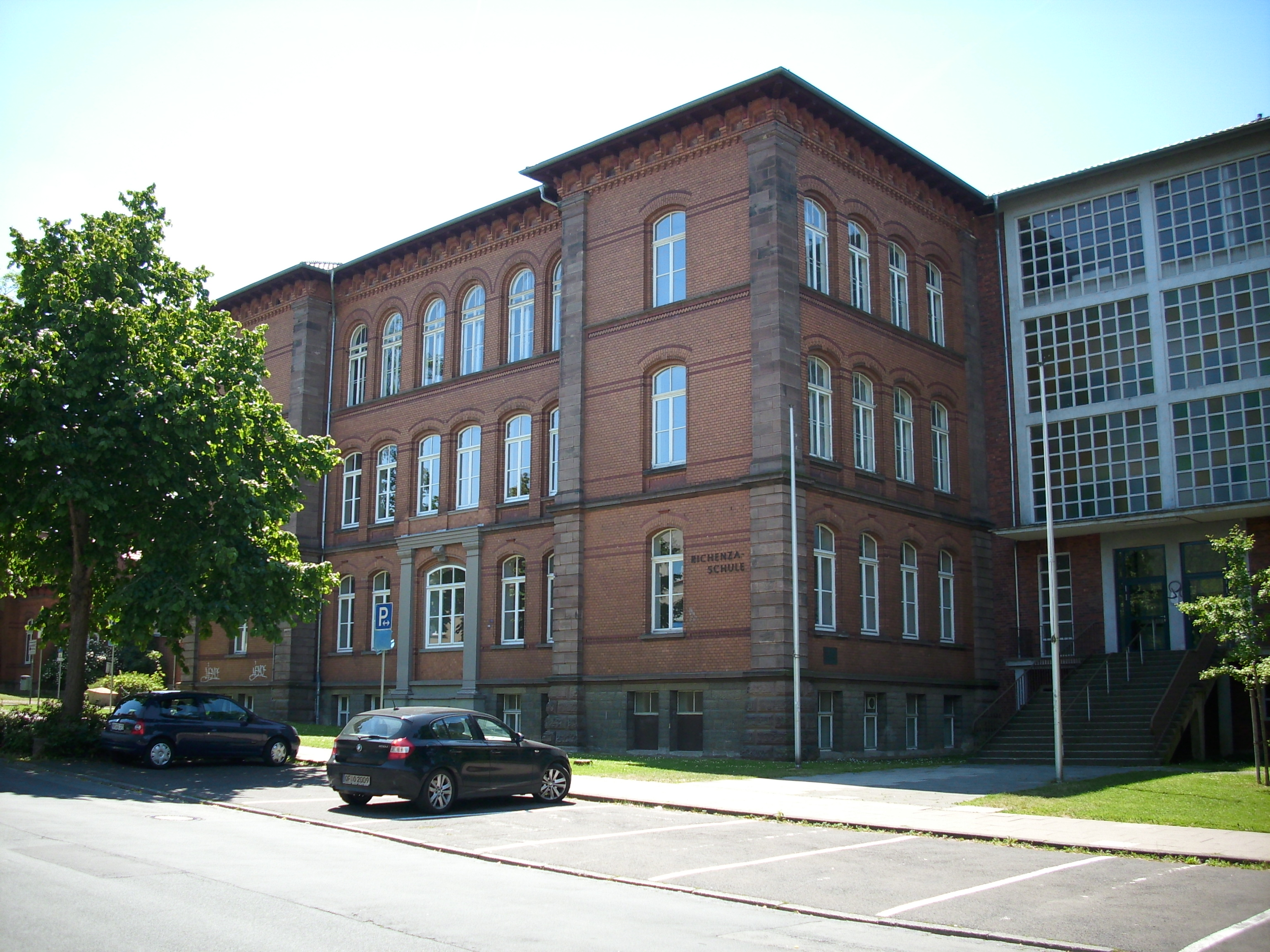
Richenza-Gebäude (Gebäude 2)

Während der Zeit des Nationalsozialismus wurde der Unterricht am Corvinianum auf ein Minimum reduziert, so dass er nur sporadisch stattfand und nur selten Reifeprüfungen abgenommen wurden. Besonders gravierend traf es die Kriegsjahre 1939–1945. Zum Beispiel wurde das Gebäude für die Dauer vom 4. Mai bis zum 10. Mai wegen einer Reichstagung der Nationalsozialistischen Kriegsopferversorgung (NSKOV) geräumt, und Mitte August wurde ein Großteil der Schüler zur Ernte eingesetzt. Somit war eine Beurteilung der Schüler oft nicht möglich. Im September 1943 wurde im Schulgebäude ein Reservelazarett eingerichtet und der Unterricht konnte zeitweise wegen Luftangriffen nicht stattfinden. Auch führten strenge Winter und Brennstoffmangel zu Unterrichtsausfällen. Ostern 1943 führte man die letzte Reifeprüfung während des Krieges durch. Der Unterricht fand auf Grund von Platzmangel in Räumen des Rathauses, im Feuerwehrhaus oder in Gaststätten statt. Erschwerend kamen Ernteeinsätze und Einziehung der Jahrgänge 1926–1928 hinzu. Nach den Weihnachtsferien 1944/45 kam der Unterricht unter Leitung Bückmanns bedingt durch den Krieg nun ganz zum Erliegen. Zuvor war das Corvinianum („Graf-Otto-Schule“) für ein Kriegslazarett aus Polen geräumt worden. 1945 eroberten amerikanische Truppen die Stadt. Im Zweiten Weltkrieg fielen 3 Lehrer und 185 Schüler. Im November 1945 konnte der Unterricht unter britischer Besatzungsmacht wieder aufgenommen werden.

### Nachkriegszeit

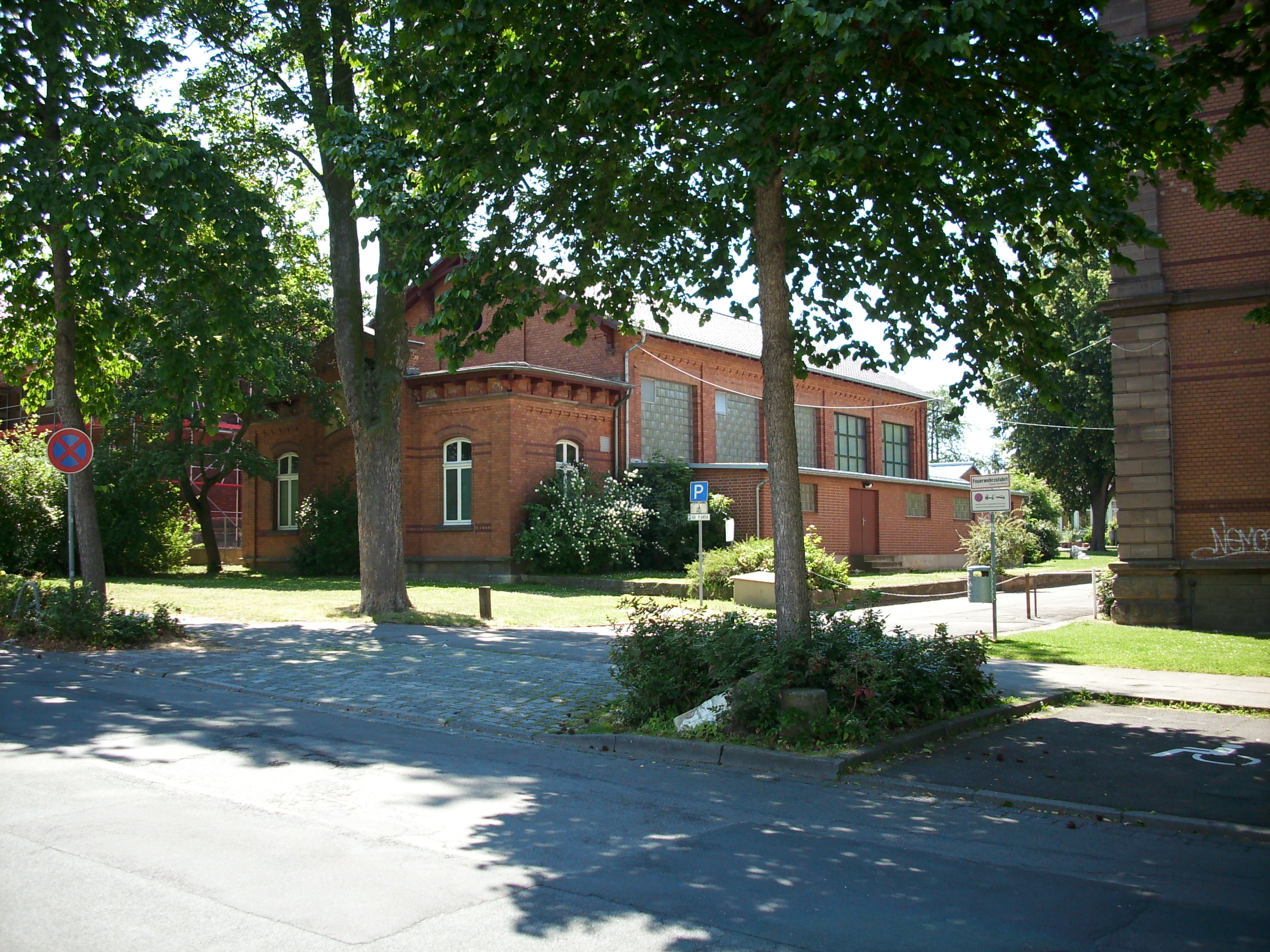
Alte Turnhalle, 2011 abgerissen

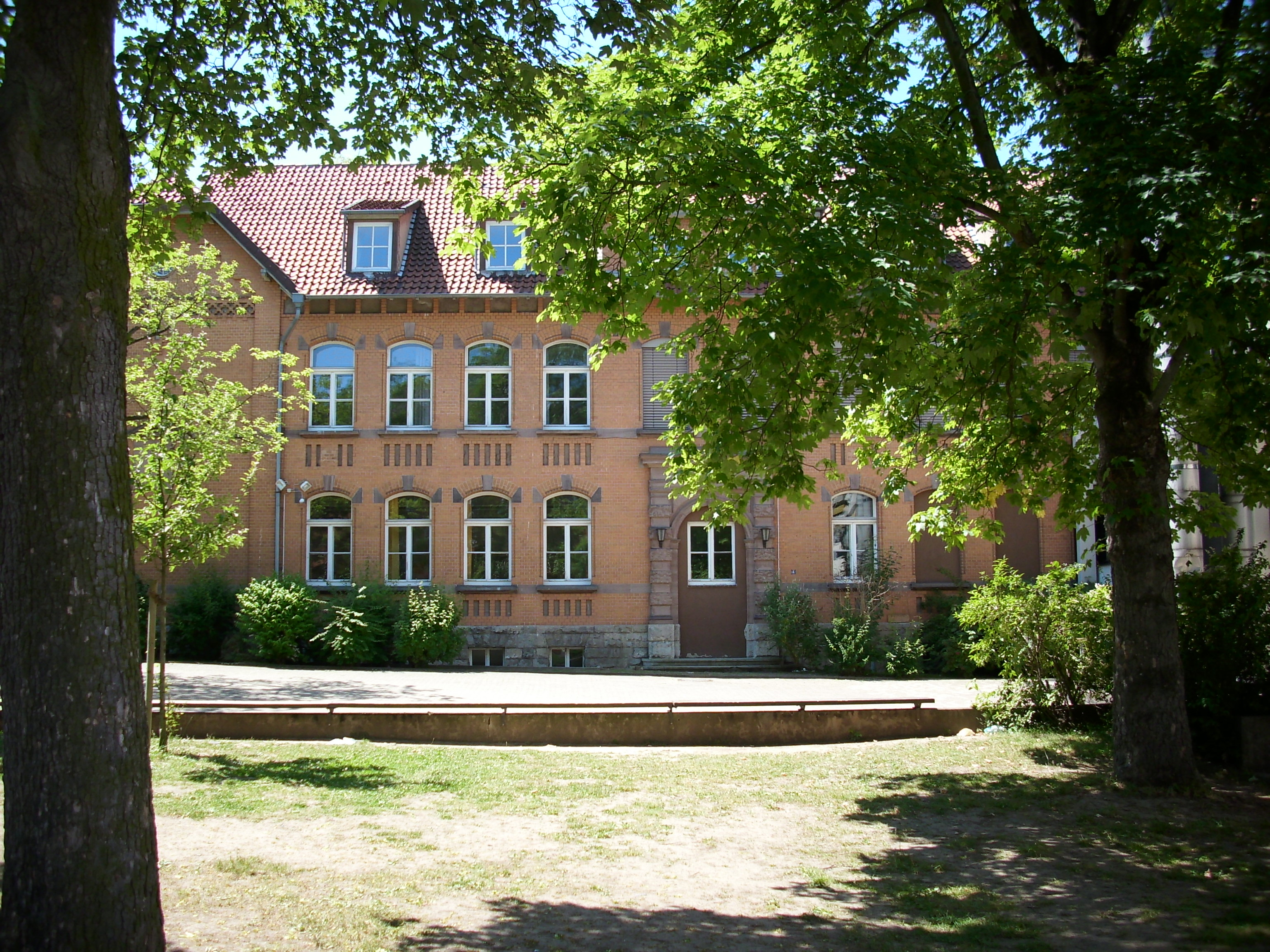
Gebäude 3, 2012 abgerissen

1950 wurden sowohl die Richenza-Schule als auch das Corvinianum in dem Gebäudekomplex der Scharnhorstkaserne untergebracht. Im Jahr 1953 ging Rudolf Bückmann nach 25 Jahren in den Ruhestand. Sein Nachfolger, Herbert Fankhänel, bemühte sich um den Umzug zurück in das angestammte Gebäude an der Wilhelmstraße, in dem immer noch ein Krankenhaus untergebracht war. Der Neubau des Albert-Schweitzer-Krankenhauses 1957 entspannte die Raumsituation der weiterführenden Schulen. Eine großzügige Erweiterung des neugotischen Gebäudes zur Goethestraße hin mit modernen naturwissenschaftlichen Fachräumen, einem Aufenthaltsraum für Schüler, einem Lehrschwimmbecken und genügend Klassenräumen für die fast 600 Schüler gelang dank des Einsatzes des Schulleiters und seiner Mitarbeiter Heinrich Ungerer und Georg Wittram und des Einsatzes der Elternschaft. Die Einrichtung des naturwissenschaftlichen Zweiges, der den neusprachlichen Zweig ergänzte und erstmals 1963 zum Abitur führte, war ebenso Verdienst der Schulleitung wie der Elternschaft. Der vollständige Umzug in das alte und neue Gebäude an der Wilhelmstraße und Goethestraße wurde Ende Januar / Anfang Februar 1959 in einer mehrtägigen „Festwoche“ gefeiert. 1971 wurde Ulfert Balcke-Herlyn neuer Schulleiter, der die Zusammenlegung der beiden Gymnasien und einen erneuten Umzug und Um- und Neubau leiten musste. Unter dem Namen Corvinianum wurden die beiden Northeimer Gymnasien 1975 zu einem koedukativen Gymnasium zusammengelegt. Bis zum 1. August 1975 war man an dem neuen Standort, der aus den Gebäuden der Richenza-Schule, der Martin-Luther-Schule und der Kardinal-Bertram-Schule bestand. Diese drei Gebäude verband ein Anfang 1974 errichteter Neubau. Durch die Beschlüsse des Kultusministeriums trat am 1. August 1976 das neugeschaffene Kurssystem mit individuellen Schwerpunkten in Kraft.
Seit 2011 fand ein aufwändiger Umbau der Schule statt. Den Umbaumaßnahmen fiel ein Großteil der historischen Bausubstanz zum Opfer, wie etwa eine alte Turnhalle und das ehemalige Gebäude der Kardinal-Bertram-Schule, zuletzt „Gebäude 3“ genannt.

## Die Richenza-Schule
Lange Zeit war das Corvinianum ein Gymnasium ausschließlich für Jungen. Dies änderte sich im Jahre 1975, als das Corvinianum mit einem Mädchengymnasium (Richenza-Schule) zusammengelegt wurde. Nachfolgend erfolgt ein kurzer Abriss über die Geschichte der Richenza-Schule:

### Die Anfänge als Höhere Töchterschule
Im Jahre 1836 gründete der damalige Rektor des Northeimer Progymnasiums, Herr Gieren, eine private Höhere Töchterschule. In dieser Privatschule wurden zunächst 18 Mädchen aus der Northeimer Oberschicht unterrichtet. Diese wurden jahrgangsübergreifend gegen ein jährliches Schulgeld von 12 Talern betreut. In den Folgejahren erhöhte sich die Zahl der Schülerinnen nur zaghaft.
Der Schulvorstand der Höheren Töchterschule beantragte 1871 beim Magistrat der Stadt Northeim Beihilfe und Zuschüsse. Dies wurde abgelehnt. Trotzdem kam es zur Einrichtung einer nun dritten Klasse. Zur Deckung der gestiegenen Kosten musste das Schulgeld von 16 auf 18 Taler erhöht werden. Inhaltlich wurden die Mädchen vor allem auf eine angemessene Teilhabe an den geistigen Errungenschaften der Zeit und auf ein vom Bildungsgedanken getragenes Ehe- und Familienleben vorbereitet. Unterrichtet wurden neben Lesen, Schreiben und Rechnen auch Literatur, Zeichnen, Musik, Religion, Handarbeit und Hauswirtschaft.

### Bedeutungsgewinn
Für das Jahr 1888 datiert ist der Bezug des ersten eigenen Schulgebäudes am damaligen Bürgermeister-Wall, dem heutigen Friedrich-Ebert-Wall. Mittlerweile wurden 60 Schülerinnen unterrichtet. Geleitet wurde die Schule durch einen Vorstand, welcher sich aus Eltern- und Stadtvertretern und dem Dirigenten, dem Schulleiter, zusammensetzte. Schulleiter waren von 1874 bis 1882 der Leiter der Höheren Bürgerschule für Jungen und Stadthistoriker Rektor Vennigerholz und von 1882 bis 1905 Senior Tölke und Rektor Schröder. Unterrichtet wurde vor allem von den Lehrern der Northeimer Bürgerschulen und Kandidaten der Theologie. Sie versahen ihren Dienst in der Regel nebenamtlich.
1904 beschlossen Regierungsbehörde und Stadt Northeim, eine hauptamtliche Leiterin einzustellen und einen verbindlichen Lehrplan einzuführen. Zwischen 1905 und 1925 fungierte Marie Willerding (1861–1957) als Schulleiterin. Zu ihrem Amtsantritt verfügte die Schule über 60 Schülerinnen aus acht Jahrgängen in vier Klassen. Für das Jahr 1906 ist datiert: Es wird eine 1. Vorschulklasse an der Höheren Töchterschule für Mädchen und Jungen eingerichtet, wodurch die Anstalt nun auch Aufgaben des öffentlichen Bildungswesens wahrnimmt und auch als Vorstufe des Gymnasiums Corvinianum, dem Jungengymnasium, dient.

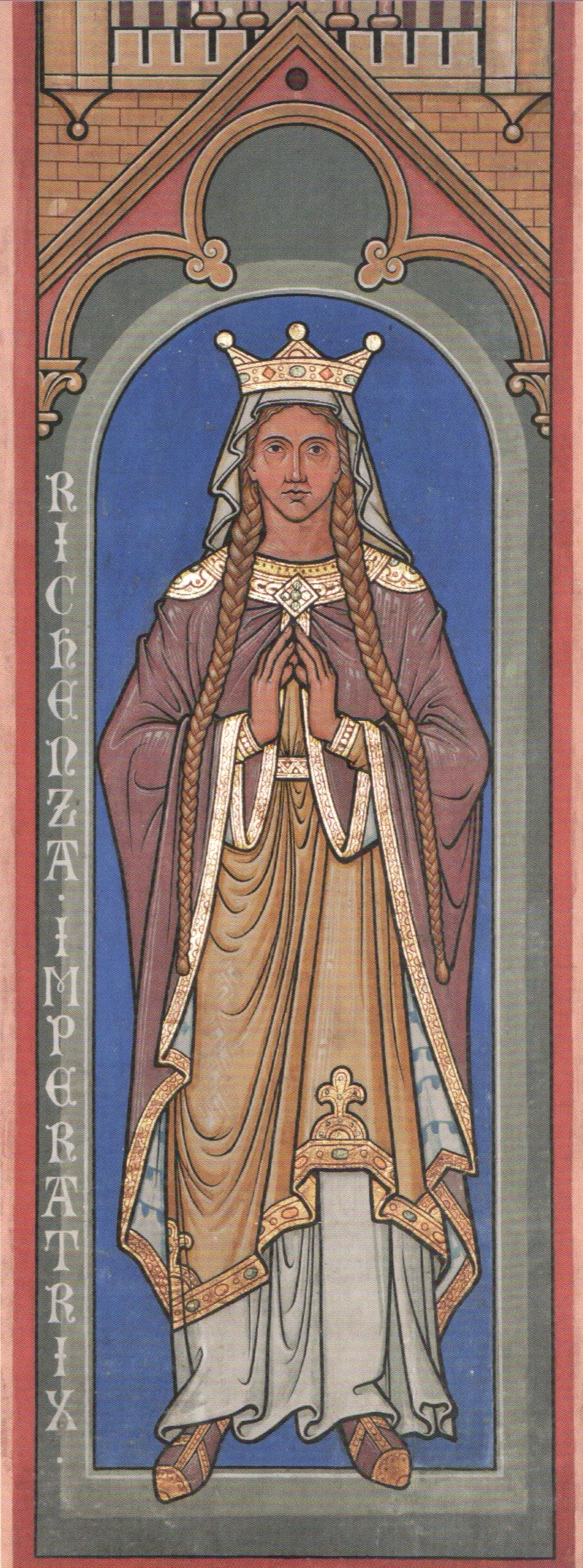
Die Namensgeberin: Richenza von Northeim

Im Jahre 1909 bewilligte die Stadt Northeim der Schule zwei weitere Klassen. Außerdem gab es fortan ein 10. Schuljahr. Platzmangel führte zu dieser Zeit zur teilweisen Auslagerung des Unterrichts aus den bisherigen Räumen in Räume der Bürgerschule II in der alten Kaserne, auf deren Gelände sich heute das Hallenbad befindet. Auch erhielt die Schule auf Initiative der Schulleiterin nun den Namen „Richenza-Schule“ nach Richenza von Northeim († 1141), einer deutschen Kaiserin aus Northeim.
1910 umfasste die Schule 10 Klassen und bis 1912 wurden fünf hauptamtliche Lehrkräfte neu eingestellt. Ab 1913 wurde die Schule von der Stadt Northeim verwaltet und erhielt den Status einer öffentlichen Schule. Zuvor war sie eine Privatschule gewesen.

### Nach dem Ersten Weltkrieg
Nach dem Ersten Weltkrieg hielt die Aufwärtsentwicklung der Anstalt an. Nun wurden 264 Schülerinnen unterrichtet. Bis 1927 erfolgte die Umwandlung in ein Lyzeum, so dass begabte Schülerinnen nach dem 10. Schuljahr ohne weitere Prüfung in die Oberstufe einer weiterführenden Höheren Schule entlassen werden können. Folglich ging die Stadt nun dazu über, akademisch ausgebildete Lehrkräfte und Direktoren einzustellen. Von 1925 bis 1935 war Venzlaff Studiendirektor, danach bis 1946 Schlag Oberstudiendirektor und bis 1948 Pleister.
1926 zog die Schule in das Gebäude des ehemaligen preußischen Lehrerseminars in der Wieterstraße, welches noch heute vom Corvinianum genutzt wird. Somit konnten nun alle Klassen unter einem Dach unterrichtet werden. Ab 1933 begann der Aufbau einer eigenen Oberstufe, nachdem die Schule als Staatliches Lyzeum voll anerkannt war. Zwischen 1938 und 1941 legten erstmals sechs Schülerinnen ihre Reifeprüfung an der Richenza-Schule ab.
Während des Zweiten Weltkrieges diente das Schulgebäude als Hilfslazarett und später als Krankenhaus. 16 Jahre lang blieb das Gebäude damit der Schulnutzung verschlossen. Infolgedessen musste der Unterricht in unzulängliche Hilfsörtlichkeiten verlegt werden, was den reibungslosen Schulablauf behinderte. Diese Räume befanden sich über ganz Northeim verstreut, etwa im evangelischen Gemeindehaus, dem Verwaltungsgebäude der Stadtwerke, in der alten Kaserne, im ehemaligen Jugendheim, im Feuerwehrhaus und an anderen Orten, wo Platz war. Auch Gaststätten wurden genutzt.

### Umwandlung nach dem Zweiten Weltkrieg
Nach dem Krieg wurden über 500 Schülerinnen gezählt, die in 14 Klassen unterrichtet wurden. Dies war auch durch den Zuzug von Vertriebenen und Flüchtlingen aus den früheren deutschen Ostgebieten bedingt. Unter der Leitung von Oberstudiendirektor Erdmann von 1948 bis 1956 erfolgte die Umwandlung in ein Neusprachliches Gymnasium für Mädchen.
Mit der Zuweisung eines Gebäudes der Scharnhorstkaserne, die von den britischen Besatzungstruppen geräumt worden war, war die Raumnot gelindert und der Nachmittagsunterricht wurde nicht länger benötigt.
1956 trat der letzte Studiendirektor, Ebel, seinen Dienst an. Mittlerweile war die Schülerinnenzahl auf 362 gesunken. Es existierten 13 Klassen. Weil viele Schülerinnen die Schule nach dem 10. Schuljahr verließen, drohte der Abbau der Oberstufe und es stand zu befürchten, dass aus der Richenza-Schule wieder ein Progymnasium würde. Dieser Trend konnte aber gestoppt werden und schon 1957 beschloss der Stadtrat die Einrichtung einer weiteren 5. Klasse. Nachdem das neue Albert-Schweitzer-Krankenhaus oberhalb der Schule fertig gestellt worden war, konnte die Richenza-Schule in ihr Schulgebäude an der Wieterstraße zurück, welches sie 1959/1960 in renoviertem und erweitertem Zustand erhielt.

### Schülerzahlen, Ende 1975
1961 feierte die Schule ihr 125-jähriges Bestehen mit einer Festwoche. Sie hatte nunmehr 407 Schülerinnen in 15 Klassen. 1965 wurde die Oberstufe zweizügig geführt. Zunehmend mehr Schülerinnen legten ihr Abitur ab. 1968 legten erstmals zwei Klassen das Abitur ab und ab 1970 wurde neben Französisch auch Latein als zweite Fremdsprache angeboten.
Ihre größte Schülerzahl erreichte die Schule mit 671 Schülerinnen in 24 Klassen im Jahre 1973. Als mit dem Schuljahr 1973/74 die Orientierungsstufe in Niedersachsen eingeführt wurde, sank 1975 die Zahl der Schülerinnen auf 499 Mädchen in 19 Klassen.
1975 trat Oberstudiendirektor Ebel in den Ruhestand. Dieses Jahr bedeutete auch das Ende der 139-jährigen Geschichte der Schule. Mit Wirkung vom 1. August 1975 wurden die beiden Northeimer Gymnasien zu einem Koedukationsgymnasium unter dem Namen Gymnasium Corvinianum zusammengelegt.
In diesem Jahr wirkten an der Schule 46 Lehrkräfte, von denen 26 weiblich waren. Zwischen 1941 und 1975 legten 645 Mädchen ihr Abitur an der Richenza-Schule ab.

## Aktuelle Daten
Zurzeit beherbergt der Gebäudekomplex an der Wieterstraße über 1200 Schüler und ein Kollegium von ca. 100 Lehrern unter der Schulleitung von Christoph Dönges. Die Schule besitzt zu diesem Zweck drei Gebäude, die durch ein viertes, den Neubau, miteinander verbunden wurden. Zwei Schulhöfe und zwei Sporthallen gehören ebenso zu dem Schulgelände. Eine dritte Sporthalle, die ursprünglich zur Richenza-Schule (Gebäude 2) gehörte, wurde 2011 abgerissen.
Im Gebäude 1 befinden sich Klassenräume, der Schulkiosk sowie eine große Aula. In dem daran anschließenden Gebäude 0 sind im Erdgeschoss der Verwaltungsbereich, das Lehrerzimmer und ein großes Forum untergebracht. In der darüber liegenden Etage befinden sich Musikbereich, Kunst- und Computerräume. Darüber sind die naturwissenschaftlichen Fachräume vorzufinden. Das südliche Gebäude 2 verfügt über weitere Klassenräume und eine weitere kleinere Aula.
Das 2012 neueröffnete Multifunktionsgebäude beherbergt die Schulbibliothek, eine Mensa, die wegen einer vorhandenen Bühne auch als Festsaal verwendet werden kann, einen Computerraum und Unterrichtsräume für die Oberstufe.
Bis 2012 verfügte das Corvinianum noch über die Gebäude 3 und 4. In ihnen befanden sich weitere Klassenräume, die überwiegend von der Oberstufe genutzt wurden, sowie ein Computerraum und weitere Kunsträume. Während der Umbaumaßnahmen wurden sie zugunsten eines freien Platzes, der später als Basketballplatz bzw. dritter Schulhof genutzt werden soll, beseitigt.

## Schulprofil

### Förderung und AGs
Für die Schüler besteht eine Auswahl an Arbeitsgemeinschaften und die Möglichkeit speziell gefördert zu werden.
Der Schwerpunkt liegt auf Seiten der musikalischen und kreativen Erziehung, was durch Arbeitsgemeinschaften wie das Schulorchester „Capella Corviniensis“, unter der Leitung von Thomas Constien, das seit Gründung 1956 durch Heinz-Günter Karbaum zu einem Sinfonieorchester herangewachsen ist, oder durch den Schulchor Ars Musica Vocalis, unter der Leitung von Gregor Wunderlich, deutlich wird. Des Weiteren existiert eine „Corvi-Jazz-Band“, die 1978 von Lothar Kohn gegründet worden ist und ebenfalls von Thomas Constien geleitet wird. Diese Arbeitsgemeinschaften präsentieren die Ergebnisse ihrer Arbeit an den traditionellen musikalischen Abenden des Corvinianums, die aufgrund ihrer Nachfrage an zwei Tagen in der Northeimer Stadthalle stattfinden.
Außerdem besteht eine 1976 gegründete Theater-AG, die sich Die Zündhölzer nennt.
Zusätzlich ist auch noch die Musikalische Jugendförderung Northeim e. V. zu nennen, die in dem Musikbereich der Schule angesiedelt ist und privaten Musikunterricht anbietet. Für Nachhilfeunterricht sorgt das Konzept „Schüler helfen Schülern“ (ShS), welches der Unterstufe ermöglicht, Nachhilfe von Schülern der Oberstufe in Anspruch zu nehmen. Zudem schaffen Sport-AGs oder Sportexkursionen den körperlichen Ausgleich. Am Großen Kiessee hat das Corvinianum für den Sportunterricht und für AGs Ruderboote und Kanus.
Das Corvinianum fördert gezielt auch Schüler mit besonderen Begabungen und ist im „Kooperationsverbund Hochbegabung“ aktiv, dem außerdem zwei Northeimer Grundschulen angehören. So gibt es für in den MINT-Fächern besonders begabte Schüler eine Robotik AG, die schon mehrmals an nationalen Wettbewerben wie der First-Lego-League oder der WRO teilgenommen hat.
Finanziert werden viele Arbeitsgemeinschaften oder Anschaffungen für die Schüler, so die Tischtennisplatten, das Mobiliar der Cafeteria, die Gestaltung der Schulhöfe, oft durch den „Förderverein Gymnasium Corvinianum e. V.“.
Seit 2010 besteht am Corvinianum nach längerer Pause eine Schülerzeitung, die Rabenpost, sowie seit Ende 2012 das Schulfernsehen Fokus Corvi.

### Theater-AGDie Zündhölzer

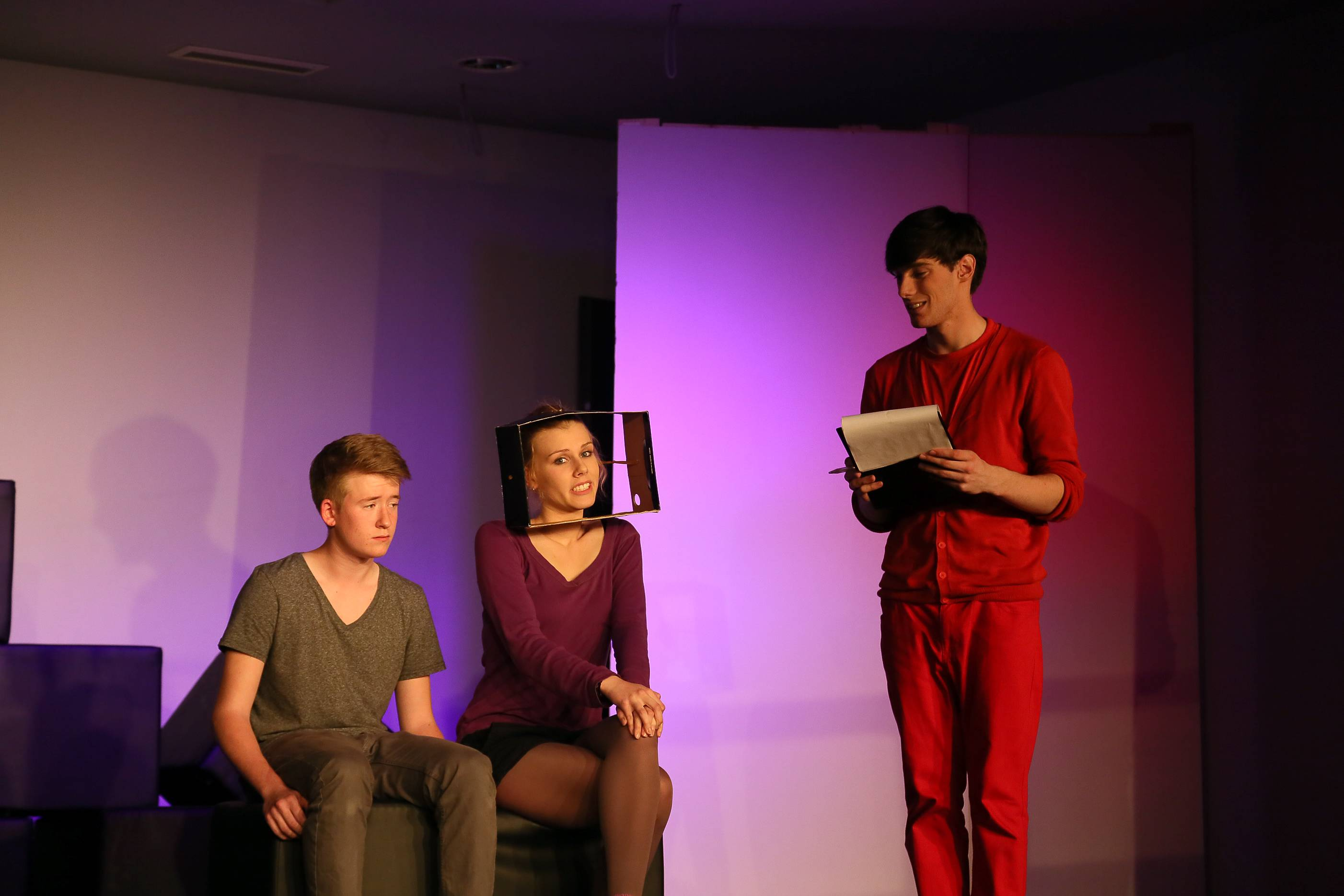
Die Zündhölzer spielen das Stück Das Leben von Peter Haus

Am 5. Dezember 1976 wurde unter der Leitung von Hans-Joachim Bötel die erste Theater-Arbeitsgemeinschaft in der bis dahin knapp 500-jährigen Geschichte des Gymnasiums Corvinianum in Northeim gegründet. Im Januar 1978 kam schließlich die erste Produktion der Zündhölzer – der Name soll für zündende Ideen auf der Bühne stehen – in der alten Northeimer Stadthalle zur Aufführung, nämlich Biedermann und die Brandstifter von Max Frisch. Unter der Leitung von Bötel entstanden noch drei weitere Produktionen.
Im Juni 1981 kam es zu einem Wechsel des AG-Leiters. Anstelle des Gründers trat nun Heinz Weyhing die Leitung an, von dem die Zündhölzer bis heute geleitet werden.
Seit 1976 war die Bandbreite des Gespielten breit gefächert. So spielte die deutschsprachige Literatur des 20. Jahrhunderts, vor allem in der Anfangszeit, eine starke Rolle. Hier sind Michael Ende, der schon erwähnte Max Frisch und Friedrich Dürrenmatt zu erwähnen. Auch im Original nicht deutschsprachige Autoren waren bei den Zündhölzern gern gesehene Gäste. William Shakespeare z. B. ist mit drei verschiedenen Werken häufig gespielt worden. Aber auch moderne Autoren wie Agatha Christie verschafften den Zündhölzern hohe Zuschauerzahlen (z. B. Zehn kleine Negerlein im Jahr 1989 mit fast 700 Zuschauern). Gespielt wurde auch sehr gerne etwas von Loriot, der nach dem Zweiten Weltkrieg sein Abitur am Corvinianum abgelegt hatte. Oft gehörten seine Sketche zum Repertoire der Zündhölzer.
In den 2000er Jahren wurden auch von Mitgliedern der Theater-AG geschriebene Stücke zur aufgeführt: Am Ende stehe ich (Mirja Oelker, 2001), Das Verhängnis (Christoph Brodhun, 2006) oder Gemeinschaftsproduktionen wie Rhythmus des Lebens (2001), Musiktheater – 525 Jahre Corvinianum (2002), Vier Buchstaben ohne Hoffnung – AIDS (2005) und Achim Topf (2006).
Oft wurden die Zündhölzer von anderen Corvi-Arbeitsgemeinschaften unterstützt, z. B. von der Jazz-Band oder dem Unterstufenchor. Den Höhepunkt in dieser Hinsicht stellt sicherlich das zum 525-jährigen Geburtstag des Corvinianums geschriebene Stück Musiktheater dar, das zusammen von der Theater-AG und den verschiedenen musikalischen Schul-Arbeitsgemeinschaften erfolgreich aufgeführt wurde.
Seit einigen Jahren sind die inzwischen von Henning Bruns geleiteten Zündhölzer nicht mehr die einzige Theater-AG am Corvinianum. So wurde in den 1990er Jahren die „Nachwuchsgruppe“ der Zündhölzer Die Zündis gegründet, die heute von Deni Velinovski geleitet wird und den jüngeren Schauspieltalenten die Möglichkeit bietet, erste Erfahrungen mit dem Theater zu sammeln. Auch englischsprachiges Theater existiert seit einigen Jahren am Corvinianum. Die English Drama Group hat sich ebenso längst ein Stammpublikum erspielt. Und letztlich sind auch die verschiedenen Kurse des Schulfaches „Darstellendes Spiel“, das als drittes musisch-künstlerisches Fach seit einigen Jahren unterrichtet wird, zu erwähnen. Auch sie erarbeiten regelmäßig Theaterstücke und bringen sie zur Aufführung.

### Partnerschulen
Neben den schon genannten Aktivitäten pflegt das Corvinianum die Beziehungen zu mehreren Partnerschulen und bietet den Schülern somit die Möglichkeit, an Schüleraustauschen teilzunehmen.
Eine Chorpartnerschaft hat die Schule mit dem Goethegymnasium Weimar sowie mit Schulen in Tallinn, Estland, und in Břeclav, Tschechien. Des Weiteren wird regelmäßig ein Schüleraustausch mit einer Schule in Magnanville bei Paris, der Westford Academy in Westford bei Boston und der Peterschule in St. Petersburg durchgeführt.

## Bekannte Absolventen

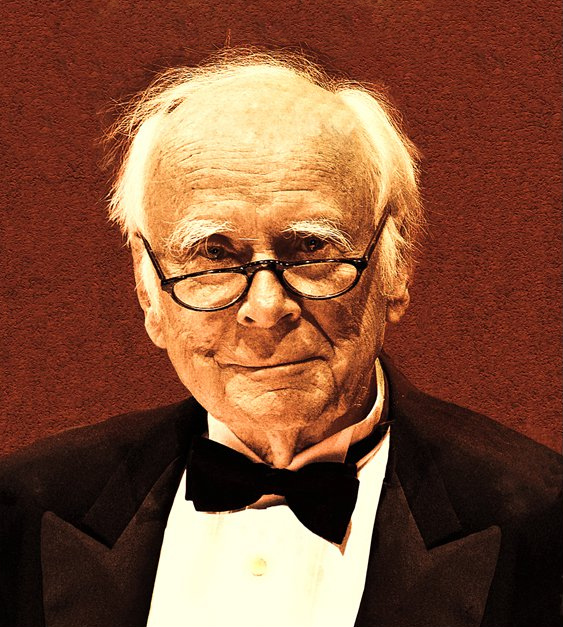
Loriot
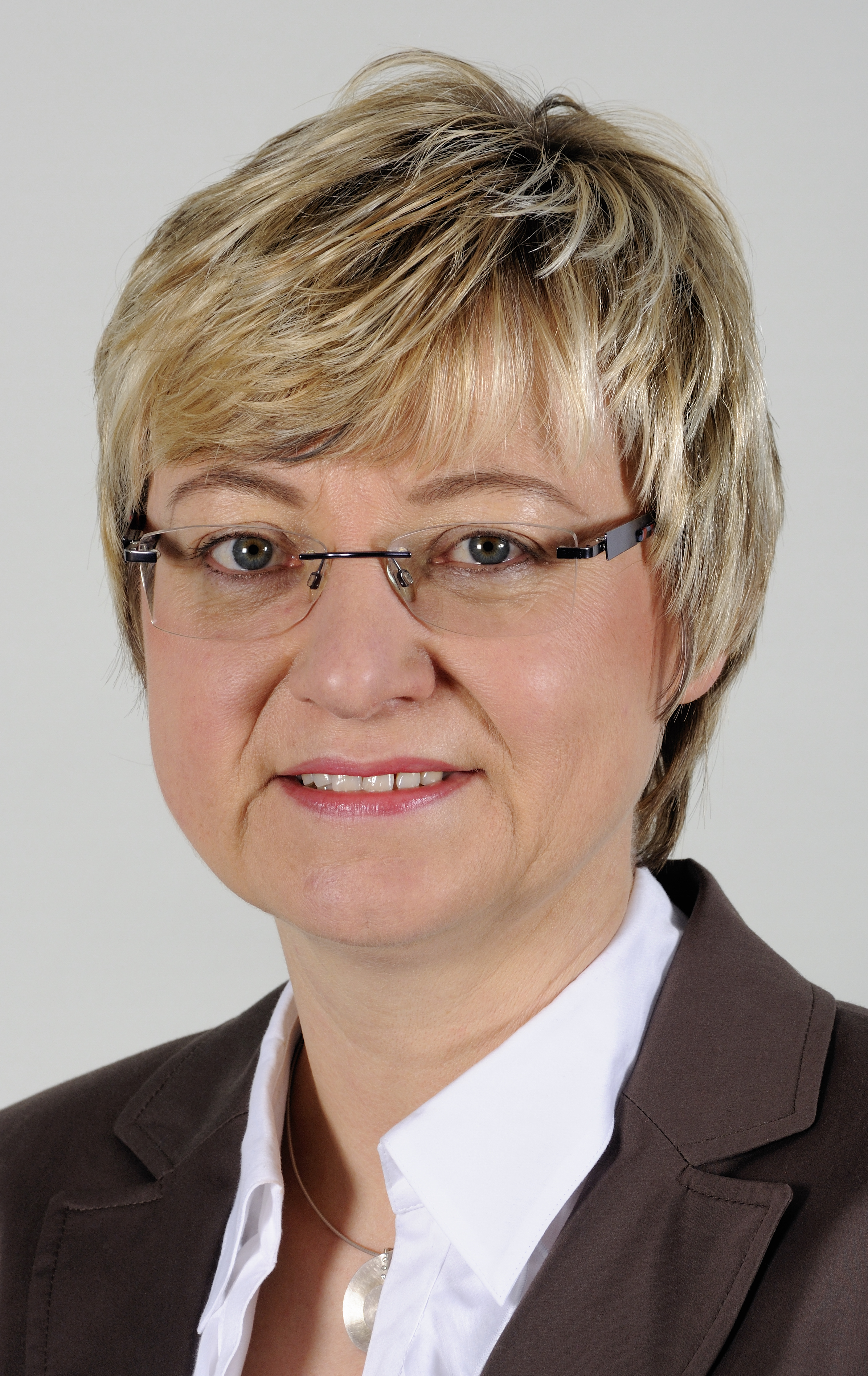
Frauke Heiligenstadt
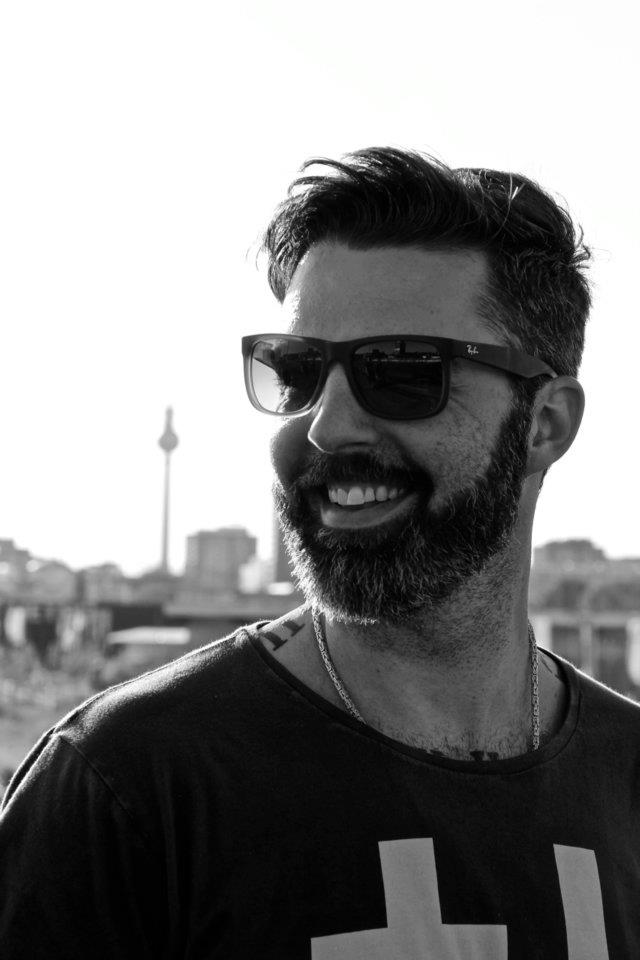
D-Bo
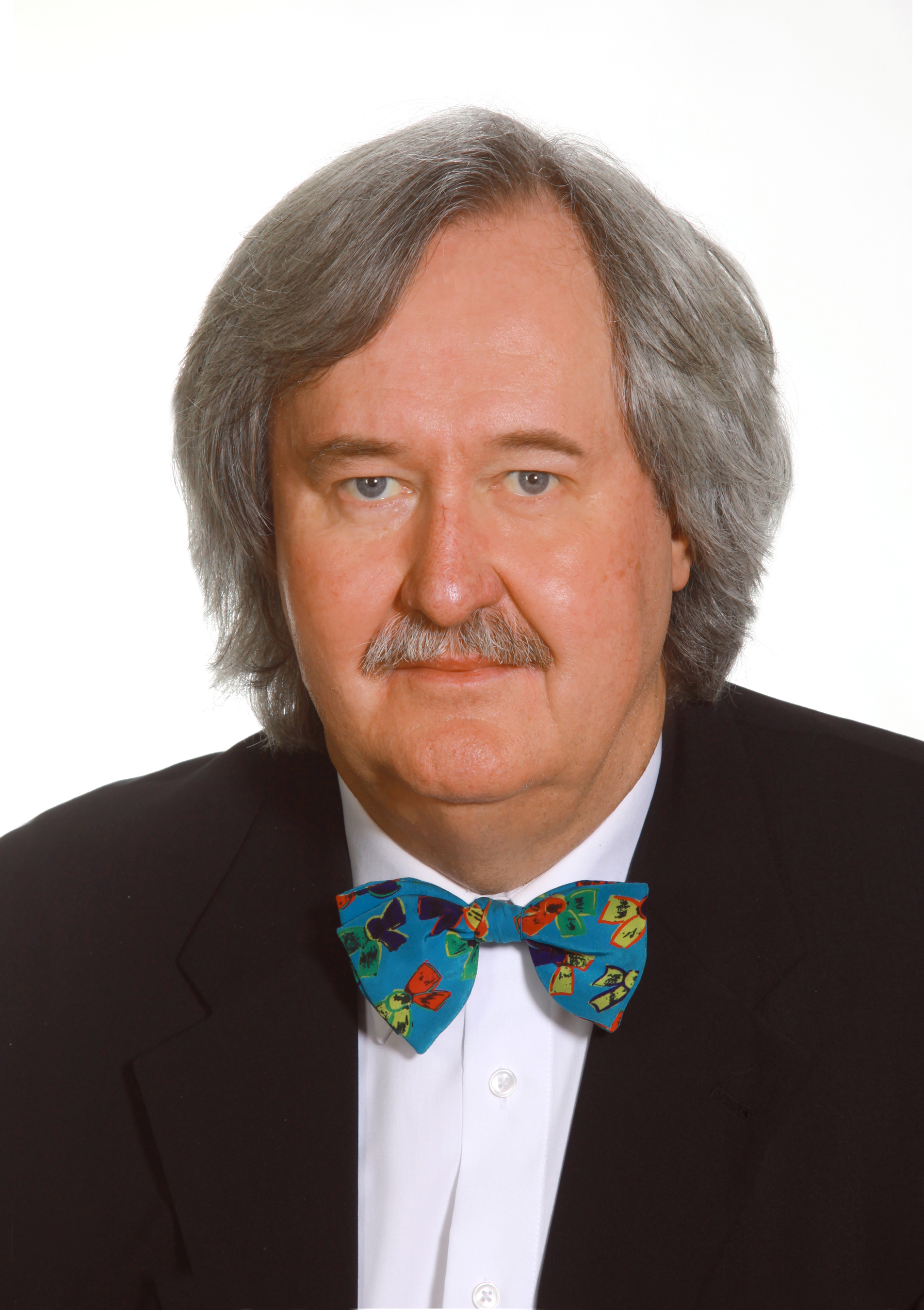
Erardo Cristoforo Rautenberg

- Danny Bokelmann, besser bekannt als Rapper D-Bo
- Vicco von Bülow (Loriot), deutscher Humorist, Karikaturist, Regisseur und Schauspieler
- Georg Heinrich Bode, deutscher klassischer Philologe
- Christian Eberl (* 1954), deutscher Politiker (FDP)
- Otto Fahlbusch, deutscher Lehrer, Historiker und Heimatkundler
- Helmut Fiebig (1956–2011), deutscher Journalist und Filmkritiker
- Ernst Friedrich Frank, deutscher Theologe
- Benjamin Hasselhorn, deutscher Theologe und Historiker
- Samuel Hasselhorn, deutscher Sänger
- Heinz-Gerhard Haupt, deutscher Historiker
- Frauke Heiligenstadt, deutsche Politikerin (SPD), Kultusministerin des Landes Niedersachsen a. D.
- Werner Hufenbach (* 1942), deutscher Ingenieur, Professor in Dresden
- Gerhard Jacobshagen (1890–1953), Reichstagsabgeordneter für die SPD, Opfer des Nationalsozialismus (1935–1945 interniert)
- Ludwig Joseph Gustav Keimer, deutscher Archäologe
- Karoline Otte (* 1996), deutsche Politikerin (Grüne), Mitglied des Bundestags
- Annette Paulmann, deutsche Schauspielerin
- Erardo Cristoforo Rautenberg (1953–2018), Generalstaatsanwalt des Landes Brandenburg
- Rudolf Rückert, deutscher Politiker (CDU), Oberbürgermeister von Salzgitter a. D.
- Wolfgang Sander-Beuermann, deutscher Ingenieur
- Friedrich Julius Tittmann, deutscher Literaturwissenschaftler
- Andreas Tyrock, deutscher Journalist
- Krzysztof Walczak (* 1994), deutscher Jurist und Politiker (AfD)
- Johann August Weppen (1741–1812), deutscher Schriftsteller
- Harald Zielske, deutscher Theaterwissenschaftler und Hochschullehrer

## Bekannte Lehrer
- Ralf Bernhard, Mathematiker, Teilchenphysiker (Beteiligt an der Higgs-Suche)[8]
- Karl-Heinz Flechsig (1932–2010), Pädagoge, Professor in Göttingen, Begründer des Göttinger Kataloges
- Uta Fritze (* 1955), Physikerin, Astrophysikerin
- Karlheinz Weißmann (* 1959), Historiker und Publizist der Neuen Rechten

## Erfolge
In den vergangenen Jahren verbuchten Schüler des Corvinianum Erfolge im Rahmen der landes- und bundesweiten Wettbewerbe Jugend trainiert für Olympia und Jugend musiziert.
Außerdem gewannen Schüler Preise beim Geschichtswettbewerb des Bundespräsidenten, der Mathematikolympiade, dem Fremdsprachenwettbewerb, nationalen/internationalen Filmwettbewerben und einem Bundeswettbewerb des Nachrichtenmagazins Focus.

## Schulische Veranstaltungen
Bestimmte Veranstaltungen der Schule haben sich mittlerweile in ihrer Tradition festgesetzt. Dazu gehören die beiden jährlichen Musikalischen Abende, an denen u. a. Arbeitsgemeinschaften der Schule teilnehmen und den Einwohnern Northeims musikalische und tänzerische Einlagen darbieten. Außerdem gibt es einen jährlichen Sporttag für die Unterstufe mit anschließendem Fußballspiel der Lehrer gegen die Schülermannschaft. Weiter sind die Themenabende zu nennen, wie die spanische Fiesta Latina oder das Literaturcafé.